# 892 Seeligeria
892 Seeligeria
892 Seeligeria là một tiểu hành tinh ở vành đai chính. Nó được Max Wolf phát hiện ngày 31.5.1918 ở Heidelberg, và được đặt theo tên Hugo Hans Ritter von Seeliger, nhà thiên văn học người Áo-Đức.